# Patrick Clausen
Rasmus Guldhammer (Hvidovre, 2 de juliol de 1990) és un ciclista danès professional des del 2012 i actualment a l'equip Riwal Platform.

## Palmarès
- 2012
  - Vencedor d'una etapa de la Fletxa del sud
- 2013
  - 1r al Skive-Løbet